# Yvonne O'Neill
Yvonne O'Neill, née le 9 juin 1936 à Toronto et morte le 6 septembre 2010 à Amherst, est une femme politique canadienne de l'Ontario. Elle est députée du Parti libéral de l'Ontario à l’Assemblée législative de l'Ontario de 1987 à 1995. Elle représente la circonscription d’Ottawa–Rideau de sa création jusqu'en 1995.

## Parcours
O'Neill est née sous le nom d'Yvonne Anne Bray à Toronto, en Ontario, et fait ses études à l'Université de Toronto ainsi qu'au Collège de l'Ontario of Education. Elle travaille comme enseignante au secondaire entre les années 1958 à 1964. Puis elle est administratrice au conseil scolaire de l'école séparée catholique romaine de Carleton.

## Carrière politique
Elle est élue à l'Assemblée législative de l'Ontario lors des élections provinciales de 1987, battant son adversaire progressiste-conservateur par plus de 6 000 voix dans la nouvelle circonscription d'Ottawa–Rideau. Les libéraux forment un gouvernement majoritaire lors de cette élection sous la direction du chef de parti David Peterson. O'Neill est l'assistante parlementaire du ministre de l'Éducation en 1987-1988.
Les libéraux sont contrariés par le Nouveau Parti démocratique lors des élections provinciales de 1990, même si O'Neill est confortablement réélue dans sa propre circonscription. Elle est la whip adjointe de l’opposition de 1990 à 1992 et occupe plusieurs postes de critique officielle.
Les progressistes-conservateurs forment un gouvernement majoritaire à l’issue des élections provinciales de 1995, ce qui marque la fin de la carrière politique d'O'Neill après sa défaite au profit du progressiste-conservateur Garry Guzzo par 1 523 voix,.

## Vie après la politique
Elle travaille par la suite pour Élections Canada en tant que directrice du scrutin fédéral pour la circonscription électorale d’Ottawa-Ouest—Nepean.
Elle meurt d'un cancer le 6 septembre 2010 au Centre régional de santé de Cumberland à Amherst, en Nouvelle-Écosse, à l'âge de 74 ans. Les funérailles ont lieu le 15 septembre 2010 à l'église catholique Saint-Augustin à Ottawa,,.